# Janolus novozealandicus
Janolus novozealandicus is een slakkensoort uit de familie van de Janolidae. De wetenschappelijke naam van de soort werd in 1907 gepubliceerd door Eliot.